# Monodora crispata
Monodora crispata Engl. & Diels – gatunek rośliny z rodziny flaszowcowatych (Annonaceae Juss.). Występuje naturalnie w Gwinei, Sierra Leone, Liberii, Wybrzeżu Kości Słoniowej, Ghanie, południowej Nigerii oraz Kamerunie. 

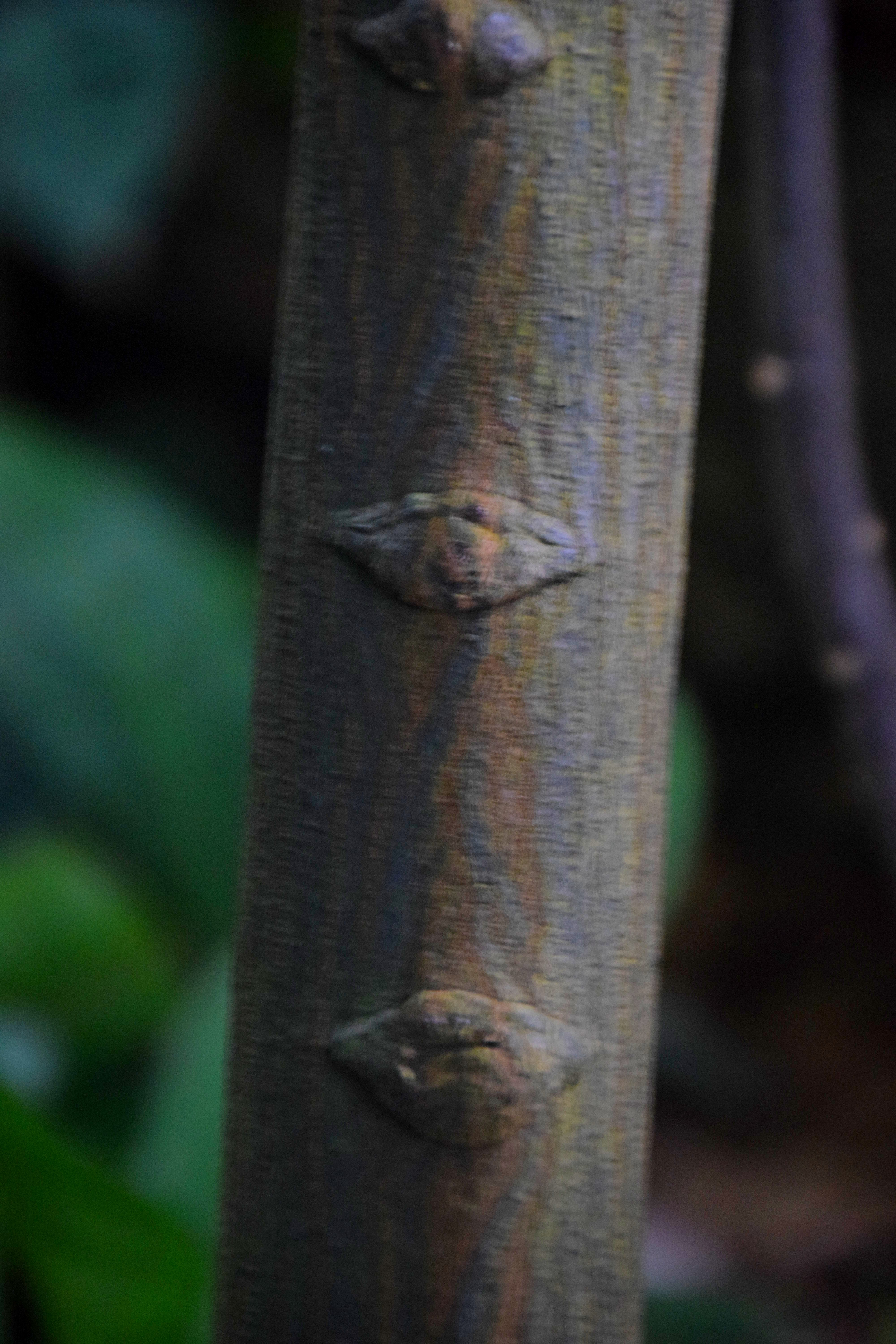
Pień gatunku

## Morfologia
LiścieMają kształt od podłużnego do odwrotnie jajowatego. Mierzą 6–8 cm długości oraz 2,5–4 cm szerokości. Nasada liścia zbiega po ogonku.
KwiatyDziałki kielicha mają lancetowaty kształt i są skurczone. Płatki wewnętrzne mają długo łyżeczkowaty kształt i różowo-białą barwę.
Gatunki podobneRoślina jest podobna do gatunku M. myristica.